# Reginald de Dunstanville
Reginald de Dunstanville (ur. ok. 1110 w Dunstanville w hrabstwie Kent, zm. 1 lipca 1175 w Chertsey w hrabstwie Surrey), nieślubny syn króla Anglii Henryka I Beauclerca i lady Sybilli Corbet.
Dzięki małżeństwu stał się posiadaczem rozległych dóbr ziemskich w Kornwalii. W wojnie domowej jaka toczyła się po śmierci Henryka I Dunstanville początkowo popierał króla Stefana, ale w 1141 przeszedł na stronę swojej przyrodniej siostry, pretendentki Matyldy. Za sukces przeprowadzonej przezeń rebelii w zachodnich hrabstwach otrzymał od siostry tytuł hrabiego Kornwalii, uznany później również przez Stefana. W 1153 był świadkiem traktatu w Wallingford między królem Stefanem a Henrykiem Andewageńskim, kończącego wojnę domową. W 1173 król Henryk II mianował go szeryfem Devon.
Jego żoną była Mabel FitzRichard, córka Williama FitzRicharda. Reginald miał z nią następujące dzieci:
- Nicholas de Dunstanville (1136 – 1175)
- Hawyse de Dunstanville (1138 – 21 kwietnia 1162), żona Richarda de Redversa, 2. hrabiego Devon
- Maud FitzRoy de Dunstanville (ur. 1143), żona Roberta de Beaumont, hrabiego Meulan, miała dzieci
- Ursula de Dunstanville (ur. 1145), żona Waltera de Dustanville, lorda Castlecomb
- Sarah de Dunstanville (ur. 1147), żona Aimara V, wicehrabiego de Limoges, miała dzieci
- Joan FitzRoy (ur. ok. 1150), żona Ralpha de Valletort, pana de Trematon
- Reginald de Dunstanville (ur. ok. 1152)

Dunstanville miał również nieślubne dzieci z Beatrice de Vaux (ur. 1149):
- Henry FitzCount (zm. 1222), szeryf Kornwalii, zmarł podczas wyprawy krzyżowej
- William FitzCount